# Josh Doig
Josh Thomas Doig, född 18 maj 2002 i Edinburgh, är en skotsk fotbollsspelare (försvarare) som spelar för Sassuolo i Serie A.

## Klubbkarriär
Den 20 januari 2024 värvades Doig av Sassuolo, där han skrev på ett 4,5-årskontrakt.